# Stigsbo rödmosses naturreservat
Stigsbo rödmosses naturreservat är ett naturreservat i Uppsala kommun i Uppsala län.
Området är naturskyddat sedan 1958 och är 43 hektar stort. Reservatet består av en odikad högmosse med gammal tall- och granskog omkring.